# Слюсарчук, Василий Ефимович
Василий Ефимович Слюсарчук (укр. Василь Юхимович Слюсарчук; 24 сентября 1946 — 18 февраля 2024) — советский и украинский математик, член-корреспондент НАНУ, лауреат Государственной премии Украины в области науки и техники.
Родился в с. Демчин Бердичевского района Житомирской области. В 1964 году окончил Мирославскую среднюю школу и до поступления в вуз работал там же учителем труда.
Окончил математический факультет Черновицкого государственного университета по специальности «Прикладная математика» (1970, с отличием) и его аспирантуру (1972, досрочно). Под руководством Евгения Фёдоровича Царькова подготовил и в 1972 году защитил кандидатскую диссертацию «Устойчивость решений разностных уравнений в банаховом пространстве».
Сначала работал в Черновицком университете на кафедре прикладной математики и механики, в 1974—1977 гг. — в Новополоцком политехническом институте, а с 1977 года — в городе Ровно в Украинском институте инженеров водного хозяйства (сейчас — Национальный университет водного хозяйства и природопользования) на кафедре высшей математики. Учёное звание доцента получил в 1980 году, профессора — в 1989 году.
В 1987 году в Институте математики АН УССР защитил докторскую диссертацию «Ограниченные решения функциональных и функционально-дифференциальных уравнений».
Учёный в области дифференциальных уравнений и функционального анализа. Научные достижения:
- Опроверг гипотезу Любича о дифференциальном отражении, показал плотность множества неразрешимых задач Коши в пространстве всех задач Коши в случае бесконечно мерного банахового пространства и плотность множества задач Коши с неединственными решениями во множестве всех задач Коши в случае банахового пространства произвольной размер.
- Получил общие результаты о сходимости числовых рядов, частными случаями которых являются соответствующие результаты Лейбница, Д’Аламбера, Гаусса, Коши, Абеля, Дирихле, Куммера, Ермакова и других математиков.
- Получил дифференциальный признак сходимости числовых рядов и новый интегральный признак сходимости рядов.
- Ввёл понятие существенно неустойчивых решений эволюционных уравнений и исследовал уравнения с существенно неустойчивыми решениями, получил новые теоремы об устойчивости и неустойчивости по линейному приближению эволюционных уравнений.
- Установил необходимые и достаточные условия оборачиваемости линейных неавтономных с-непрерывных функционально-дифференциальных операторов, необходимые и достаточные условия абсолютной устойчивости динамических систем с последействием; нашел новые условия существования почти периодических решений нелинейных дифференциальных, разностных, дифференциально-разностных и функциональных уравнений без использования H классов этих уравнений

Опубликовал более 400 научных и учебно-методических работ, в том числе 10 монографий по теории устойчивости динамических систем, теории функциональных и функционально дифференциальных уравнений, прикладного функционального анализа и теории числовых рядов .
Лауреат Государственной премии Украины в области науки и техники (2008). Заслуженный работник образования Украины (2009), член-корреспондент НАН Украины (с 6.03.2015 г.), Лауреат премии имени Ю. А. Митропольской НАНУ (2022).
Один из основателей и академик Академии наук высшей школы Украины (1992), лауреат Награды Ярослава Мудрого (2003, 2017).
Награждён нагрудными знаками «Отличник образования Украины» (1996) и «За научные достижения» (2006) Министерства образования и науки Украины, медалью имени М. В. Остроградского (2001), Благодарностью Президента Украины (2002), памятной медалью имени М. М. Боголюбова и дипломом (2009), Грамотой Верховной Рады Украины (2015), а также Памятным знаком отличия в честь 100-летия Национальной академии наук Украины (2018) и отличием НАНУ «За профессиональные достижения» (2021).
Монографии и учебные пособия:
- Загальні теореми про збіжність числових рядів. — Рівне: РДТУ, 2001. — 240 с.
- Оборотність нелінійних операторів. — Рівне: РДТУ, 2002. — 240 с.
- Стійкість розв’язків різницевих рівнянь у банаховому просторі. — Рівне: УДУВГ, 2003. — 366 с.
- Абсолютна стійкість динамічних систем із післядією. — Рівне: УДУВГ, 2003. — 288 с.
- Нестійкість розв’язків еволюційних рівнянь. — Рівне: НУВГП, 2004. — 416 с.
- Рівняння з істотно нестійкими розв’язками. — Рівне: НУВГП, 2005. — 217 с.
- Оборотність нелінійних різницевих операторів. — Рівне: НУВГП, 2006. — 233 с.
- Диференціальні рівняння в банаховому просторі. — Рівне: НУВГП, 2006. — 314 с.
- Неявні недиференційовні функції в теорії операторів. — Рівне: НУВГП, 2008. — 221 с.
- Метод локальної апроксимації в теорії нелінійних рівнянь. — Рівне: НУВГП, 2011. — 342 с.
- Збірник задач із функціонального аналізу. — Рівне: НУВГП, 2011. — 124 с.
- Операторні ряди.- Рівне: НУВГП, 2023. — 229 с.

Статьи:
- В. Е. Слюсарчук, Условия почти периодичности ограниченных решений нелинейных дифференциальноразностных уравнений, Изв. РАН. Сер. матем., 2014, том 78, выпуск 6, 179—192